# Golden Beach (Florida)
Golden Beach es un pueblo ubicado en el condado de Miami-Dade en el estado estadounidense de Florida. En el Censo de 2010 tenía una población de 919 habitantes y una densidad poblacional de 855,01 personas por km².

## Geografía
Golden Beach se encuentra ubicado en las coordenadas 25°57′51″N 80°7′17″O / 25.96417, -80.12139. Según la Oficina del Censo de los Estados Unidos, Golden Beach tiene una superficie total de 1.07 km², de la cual 0.87 km² corresponden a tierra firme y (19.04%) 0.2 km² es agua.

## Demografía
Según el censo de 2010, había 919 personas residiendo en Golden Beach. La densidad de población era de 855,01 hab./km². De los 919 habitantes, Golden Beach estaba compuesto por el 97.82% blancos, el 1.74% eran afroamericanos, el 0% eran amerindios, el 0.33% eran asiáticos, el 0% eran isleños del Pacífico, el 0.11% eran de otras razas y el 0% pertenecían a dos o más razas. Del total de la población el 26.22% eran hispanos o latinos de cualquier raza.

## Educación
Las Escuelas Públicas del Condado de Miami-Dade gestiona las escuelas públicas que sirven a la ciudad.
- Escuela Secundaria Alonzo y Tracy Mourning en North Miami[7] (antes de 2009: Escuela Secundaria Dr. Michael M. Krop en Ives Estates[8])